# Jean Douarinou
Jean Douarinou est un chef décorateur français, né à Cholon le 17 juin 1906 et mort le 15 mars 1989.

## Biographie
Diplômé de l'École des arts décoratifs, Jean Douarinou a commencé sa carrière cinématographique en 1932 après avoir travaillé comme artisan ferronnier et dessinateur publicitaire.
Il est le frère du chef-opérateur Alain Douarinou.

## Filmographie partielle
- 1934 : Cartouche de Jacques Daroy
- 1935 : Juanita de Pierre Caron
- 1935 : Vogue, mon cœur de Jacques Daroy
- 1935 : 300 à l'heure de Willy Rozier
- 1936 : Blanchette de Pierre Caron
- 1936 : Les Demi-vierges de Pierre Caron
- 1936 : La Tentation de Pierre Caron
- 1936 : Trois jours de perm' de Maurice Kéroul et Georges Monca
- 1937 : Un carnet de bal de Julien Duvivier
- 1938 : Le Monsieur de cinq heures de Pierre Caron
- 1938 : Bar du sud de Henri Fescourt
- 1940 : Chantons quand même de Pierre Caron
- 1941 : Ceux du ciel d'Yvan Noé
- 1941 : Une femme dans la nuit de Edmond T. Greville
- 1942 : Nadia la femme traquée de Claude Orval
- 1942 : Feu sacré de Maurice Cloche
- 1943 : Le Camion blanc de Léo Joannon
- 1943 : L'Escalier sans fin de Georges Lacombe
- 1945 : Ils étaient cinq permissionnaires de Pierre Caron
- 1947 : Le diable souffle d'Edmond T. Gréville
- 1951 : La Vérité sur Bébé Donge d'Henri Decoin
- 1960 : Austerlitz d'Abel Gance
- 1962 : Mon oncle du Texas de Robert Guez
- 1964 : Cyrano et d'Artagnan d'Abel Gance
- 1965 : Train d'enfer de Gilles Grangier